# Eduardo Paolozzi

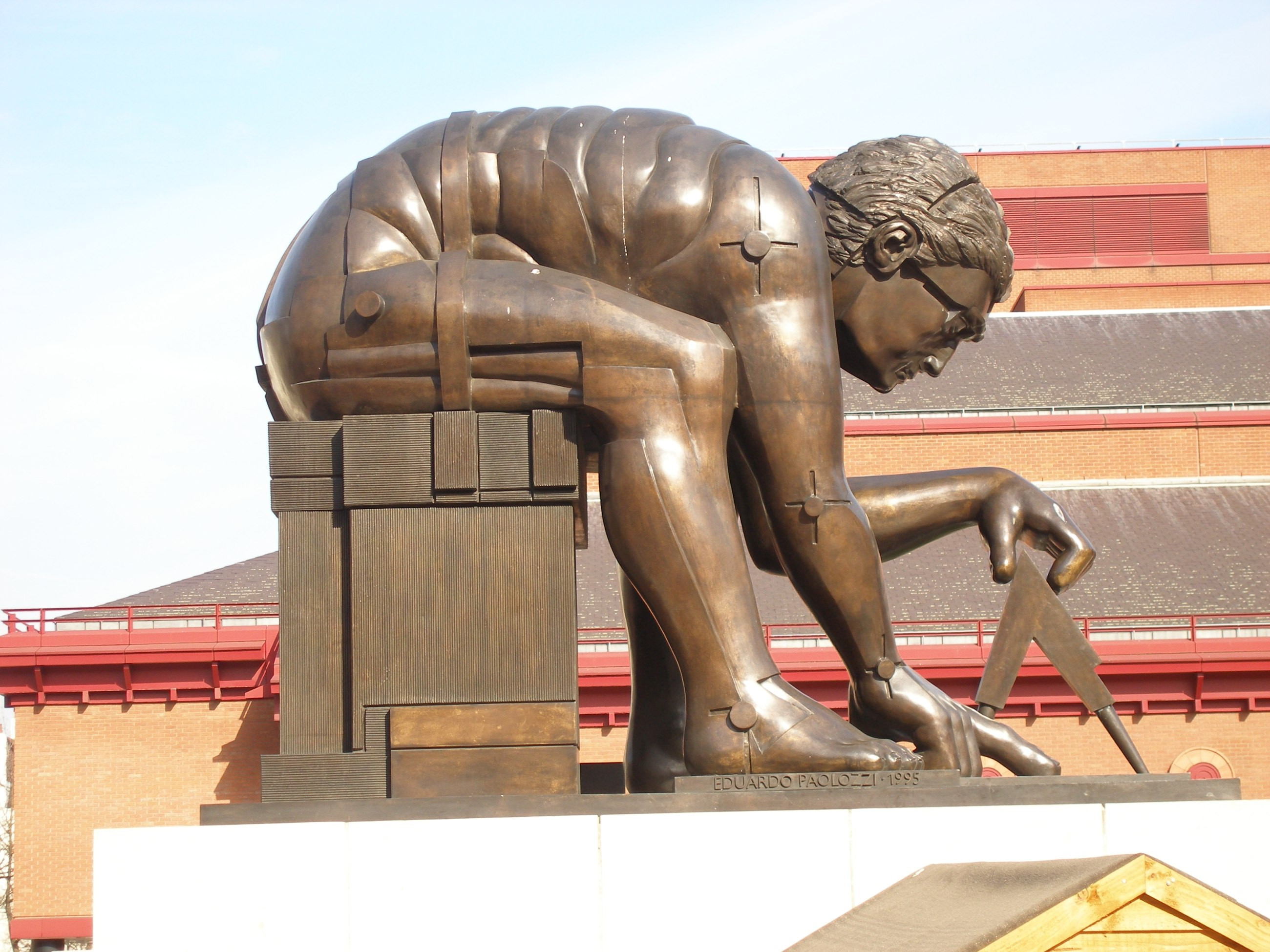
Estatua de Newton esculpida por Paolozzi, 1995.

Edoardo Luigi Paolozzi (7 de marzo de 1924-22 de abril de 2005), fue un escultor y artista británico. Paolozzi nació en Leith al norte de Edimburgo, el hijo mayor de inmigrantes italianos. Estudió en el Edinburgh College of Art  en 1943, brevemente en la Escuela de Arte Saint Martin en 1944, y luego en la Slade School of Art en Londres desde 1944 hasta 1947, después de lo cual trabajó en París, Francia.
Ampliamente surrealista, Paolozzi llamó la atención pública en los años 1960 al producir varias impresionantes serigrafías. Paolozzi fue el fundador del Independent Group, que es considerado como precursor del movimiento británico pop art de los 60. Su collage de 1947 I was a rich man's plaything , a veces es etiquetado como la primera muestra real del Pop Art, si bien él ha descrito su obra como surrealista. Posteriormente se haría conocido como escultor. Paolozzi es conocido por crear bastantes estatuas casi reales, pero con elementos rectilíneos (a menudo cúbicos) agregados o extraídos, o formas humanas deconstruidas de un modo cubista.
Entre sus obras están: 
- Las paredes llenas de mosaicos de la Tottenham Court Road tube station.
- La cubierta del álbum de Paul McCartney Red Rose Speedway.
- La paneles de los techos y la tapicería de las ventanas del Castillo Cleish.
- La escultura Piscator fuera de la Euston Station de Londres.
- Homenaje a Gaudí, de la I Exposición Internacional de Escultura en la Calle, Santa Cruz de Tenerife.
- Puertas de aluminio con relieves para el Hunterian Museum and Art Gallery de la Universidad de Glasgow
- Casos de displayamientos en el Museo de Escocia.

Enseñó escultura y cerámica en varias instituciones, tales como la Universidad de California, Berkeley (en 1968) y en el Royal College of Art. Paolozzi ha tenido una larga relación con Alemania, habiendo trabajado en Berlín desde 1974 como parte del Artists Exchange Scheme. Fue profesor de la Fachhochschule en Colonia desde 1977 hasta 1981, y posteriormente enseñó escultura en la Akademie der Bildenden Künste en Múnich. 
Paolozzi fue condecorado con la CBE en 1968 y en 1979 fue elegido para la Royal Academy. Recibió el título de Her Majesty's Sculptor in Ordinary for Scotland en 1986, conservando el oficio hasta su muerte. Se convirtió en Sir Eduardo después de su ordenación en 1989. 
En 1994 Paolozzi cedió a la Scottish National Gallery of Modern Art una buena cantidad de sus obras, y mucho del contenido del estudio del artista. En 1999 las Galerías Nacionales de Escocia abrieron la Dean Gallery para mostrar su colección, y la galería muestra una reproducción del estudio de Paolozzi, con sus contenidos colocados como lo estaban en su ubicación original en Londres.
En 2001 Paolozzi sufrió un accidente cerebrovascular casi fatal (causando un reporte incorrecto en una revista que señalaba que había muerto).
Sin embargo, la enfermedad lo confinó a una silla de ruedas, y murió en un hospital de Londres en abril de 2005.